# Dimenticami
Dimenticami è un singolo del gruppo musicale italiano GHOST, pubblicato il 25 novembre 2011 dalle etichette Isola degli Artisti e Il Soffio del Vento. 

## Video musicale
Il video ufficiale è stato pubblicato su YouTube il 19 gennaio 2012.